# 純喫茶

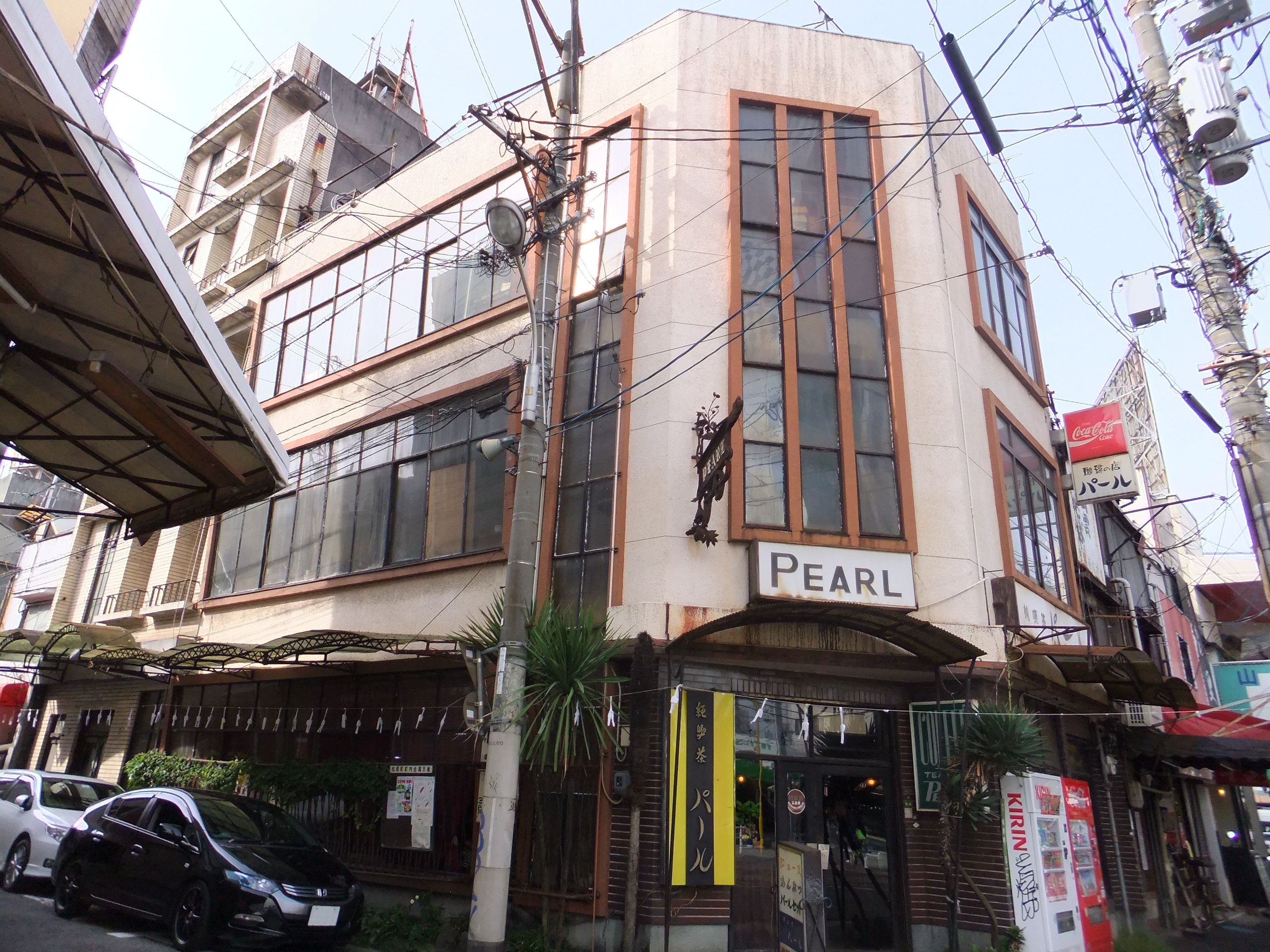
純喫茶パール
広島市に2012年まで存在した純喫茶

純喫茶（じゅんきっさ）とは、酒類を扱わない、純粋な喫茶店のこと。酒類を扱い、女給（ホステス）による接客を伴う特殊喫茶（カフェー）に対しての呼称。

## 歴史
明治時代にはミルクホールが知識人たちの社交の場であった。明治末期にはコーヒーを中心に提供する「カフェー」と名乗る店舗が誕生したが、接客係の女給を置いたことから、夜には主に酒類を出し、隣に座る女性に客がチップを払うといった、現在のスナックやクラブのような業態へと変質していった。こうしたカフェーは喫茶店とも呼ばれ、関東大震災以降に隆盛を見るようになったが、一方で酒類を扱わない本来の意味での喫茶店も一般的な存在となっていった。
こうした風俗営業的なカフェー、喫茶店は1929年（昭和4年）の「カフェバー等取締要項」、1933年（昭和8年）の「特殊飲食店取締規則」により規制の対象となり、酒類とホステスによるサービスを主とする業態を「特殊喫茶」、接客の伴わない喫茶店を「純喫茶」と区別するようになった。
1955年（昭和30年）ごろから1975年（昭和50年）ごろまでは、「純喫茶」と名乗る喫茶店が各地に多数あった。